# Tunique rouge (GRC)
La tunique rouge, ou tunique en sergé rouge (en anglais : Red Serge), est l'uniforme de cérémonie de la Gendarmerie royale du Canada. Elle n'est pas portée comme tenue de travail, mais est réservée à des occasions telles que des cérémonies civiques, le carrousel musical, les défilés comme lors de l'escorte de dignitaires du gouvernement, pour des événements de relation publique ou spéciaux connexes tels que des journées de carrières ou des tours de garde au Parlement à Ottawa. Les membres participent également aux funérailles et marriages des policiers portant la traditionnelle tunique rouge. Un agent de la GRC portant la tunique rouge est une icône canadienne reconnue à l’échelle internationale.
Cet uniforme se compose d'une tunique écarlate de modèle militaire confectionnée en tissu sergé, avec le col haut, une culotte bleue à bande jaune identifiant son histoire relié à la cavalerie, un chapeau Stetson, une ceinturon Sam Browne (en) et de hautes bottes en cuir marron avec un cordon blanc. 

## Description

### Agents de police et sous-officiers
Les gendarmes et les sous-officiers portent la tunique de sergé rouge avec des patchs de gorgerin bleu nuit sur leur col et des épaulettes de la même couleur. Les membres féminins de la GRC portaient autrefois une version modifiée de la tunique rouge sans le col haut, mais portent maintenant le même modèle de tunique que leurs collègues masculins.
Les insignes de qualification d'armes à feu brodés sont au bas de leur manche gauche et leur insigne de métier spécialisé brodé sur la manche droite. Si un deuxième badge de spécialiste est obtenu, le moins récent est porté sous les badges de qualification d'armes à feu. Les insignes de grade de sous-officier brodés du caporal (Cpl) et du sergent (Sgt) sont portés sur la manche droite sous l'insigne du métier spécialisé (le cas échéant). Le sergent-chef (S/Sgt), le sergent-major d'état-major (S/S/M), le sergent-major (S/M) et le sergent-major de corps (C/S/M) sont portés sur le bas de la manche droite. Dans le cas des insignes de la GRC, aucun insigne n’est porté directement au-dessus d’un insigne contenant une couronne. Les étoiles de service, désignant chacune 5 années de service, sont portées sur la manche gauche.
Les pantalons d'équitation jodhpurs sont « bleu nuit » (pratiquement noires) gonflées au niveau de la cuisse avec une rayure jaune le long de la couture extérieure de chaque jambe Ils sont lacées fermées sous les bottes. La culotte se porte avec des bretelles. La tenue est terminée par des bottes d'équitation en cuir marron, appelées bottes Strathcona, avec des éperons et un chapeau de campagne en feutre marron à large bord avec un bord plat en verre. L'arme de poing, si elle est portée, est dans un étui en cuir marron sur le ceinturon marron de type Sam Browne. Il y a une pochette en cuir marron pour transporter les menottes et une autre pour deux chargeurs de pistolet de rechange. Le ceinturon comporte un baudrier croisée par-dessus l'épaule gauche. Un sergent-major peut avoir un sifflet et une chaîne sur le baudrier. Une dragonne de pistolet blanc est porté autour du cou et relié au bras latéral.
La « tenue de sortie » est portée pour les occasions plus formelles. Il comprend le chapeau de feutre, la tunique en serge écarlate, de pantalon droit bleu, les éperons, les bottillon Chelsea, les gants en cuir marron, la ceinture et la boucle de cérémonie, les médailles et les décorations selon les ordres. Alternativement, une casquette de fourrage peut remplacer le chapeau Stetson.

### Officiers

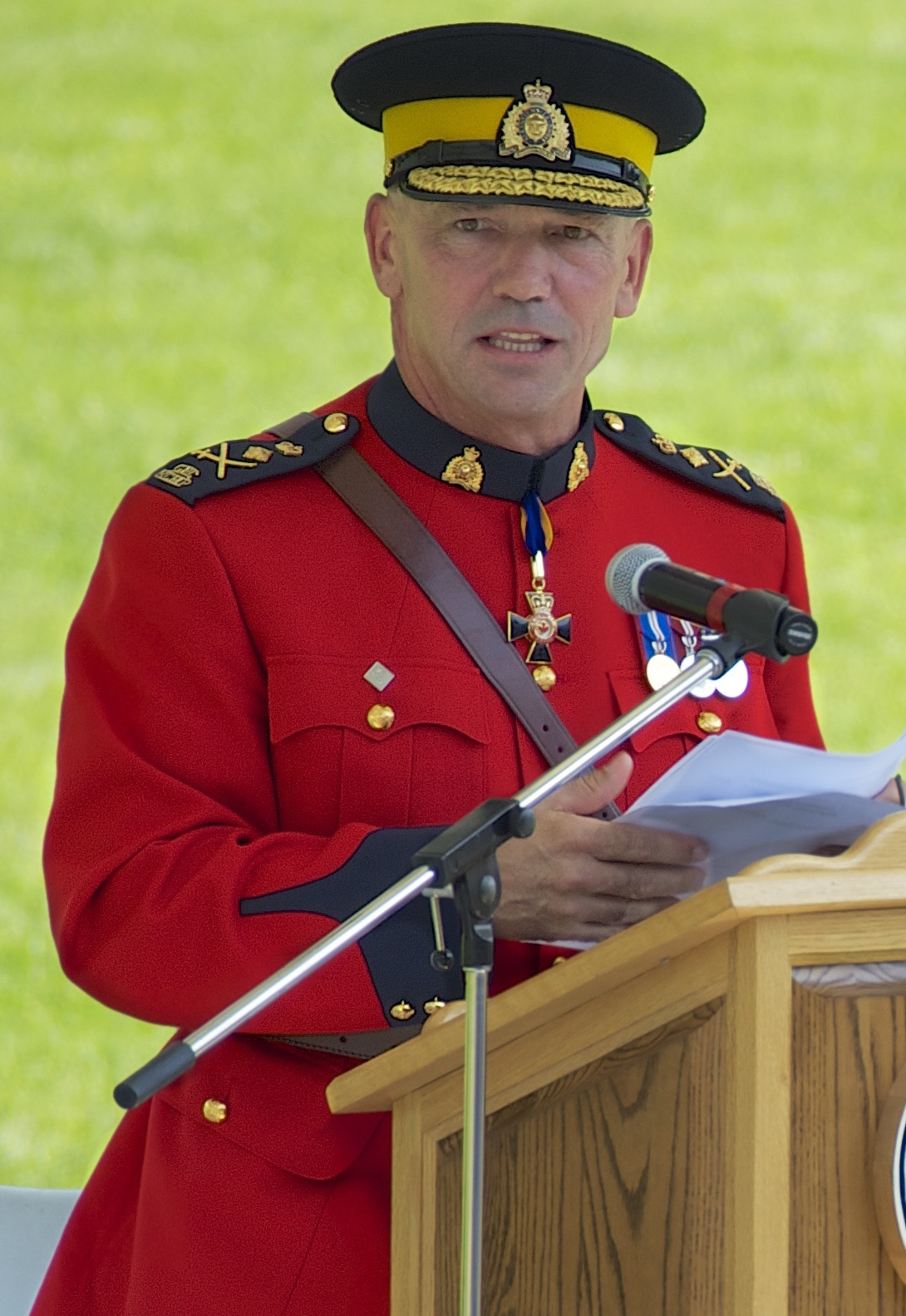
Uniforme d'officier.

Les officiers (inspecteurs et supérieurs) portent des tuniques en serge rouge de modèle similaire à celles des sous-officiers. Cependant, leurs cols sont bleu foncé uni, tout comme leurs poignets. Les officiers ne portent aucun insigne de qualification, de spécialisation ou d'ancienneté sur leurs tuniques.
Les insignes de grade sont basés sur le style des insignes militaires du Commonwealth, constitués d'une couronne, d'une étoile, d'une épée et d'un bâton sont portés sur les épaulettes. La bande jaune sur les culottes des officiers et les pantalons sont faites d'un tissu plus fin et plus large que pour les gendarmes et les sous-officiers. Les bottes hautes marron des officiers et le ceinturon sont du modèle des officiers de cavalerie. Ce dernier est doté d'anneaux en D pour l'étui à épée, alors que le baudrier croisée est dotée d'un sifflet et se porte sur l'épaule droite. En tenue de cérémonie, les officiers portent la ceinture d'épée dorée et violette de style post-1945 avec l'épée d'officier de cavalerie modèle 1908, ainsi que des cordons d'épaule tressés en fil d'or amovibles. Les officiers ont la possibilité de porter un chapeau de campagne ou une casquette avec un sergé rouge.

## Histoire
La serge rouge a été adoptée comme élément de l'uniforme standard de la Police montée du Nord-Ouest dès sa création en 1873. Il s'agissait au début d'une « veste Norfolk » ample provenant des stocks de la milice canadienne. Bien que confortable et pratique, la veste Norfolk manquait d'élégance et fut remplacée après 1876 par des tuniques écarlates fabriquées par des fournisseurs britanniques. Une tunique de cérémonie élaborée de style hussard était prescrite pour les officiers, mais rarement portée. L'écarlate est resté la couleur de base pour toutes les occasions, en partie pour distinguer la nouvelle force canadienne des unités de l'armée américaine vêtues de bleu et en partie en raison de l'importance des tuniques rouges dans la culture militaire britannique. Lors de la création de la force en 1873 jusqu'en 1904, le casque colonial du service extérieur était la norme,. Cependant, de nombreux militaires préféraient monter leur cheval en portant des chapeaux de cow-boy non réglementaires et ceux-ci devinrent par la suite un uniforme sous la forme du chapeau de campagne.
Le règlement sur la tenue vestimentaire de la Police montée du Nord-Ouest de 1886 prévoyait une tenue complète plus simple pour les officiers, basée sur celle des régiments de dragons britanniques et canadiens. Le règlement de 1890 autorisait l'adoption de vestes de patrouille blanches pour les vêtements d'été et de toile de canard marron (kaki) pour les patrouilles. La serge rouge était désormais suffisamment bien établie pour servir d’icône de la force policière, bien que de plus en plus reléguée à la tenue vestimentaire et de garnison. Les photographies montrent cependant que le sergé rouge était encore portée par certains gendarmes en mission jusqu'au début des années 1900.
Une tunique de patrouille bleu foncé, de la même conception que la serge rouge, a été adoptée en 1904 comme tenue alternative pour les tâches ordinaires. Un mélange de tuniques écarlates, bleues et brunes était porté, selon les circonstances, jusqu'après 1920, date à laquelle le sergé rouge est devenue un élément de la tenue, les tuniques brunes étant une partie standard de l'uniforme de travail normal. Cette pratique perdure encore aujourd’hui.

## Dans la culture populaire
La tunique rouge est presque toujours utilisée dans les représentations de « Mounties » dans la culture populaire, comme Dudley Do-Right (en) ou Rose Marie.
- Lors de l'un de ses passages à la World Wrestling Federation, Jacques Rougeau portait une tenue en sergé rouge modifiée pour jouer son personnage de « The Mountie ». Cependant, en raison des protestations de la GRC, la WWF a mentionné à plusieurs reprises pendant ses matchs qu'il n'était pas un « véritable représentant de la police montée ». Finalement, un litige a empêché Rougeau d'apparaître au Canada en tant que « The Mountie » et le truc a été abandonné.
- Dans la série canadienne Un tandem de choc, produite de 1994 à 1999, le personnage du gendarme Benton Fraser de la GRC porte habituellement la tunique rouge, en partie en raison de ses fonctions officielles au consulat du Canada à Chicago. Le personnage est un traditionaliste qui croit fermement qu'il faut porter cet uniforme par-dessus les uniformes bleus ou marron, même s'il est vu portant les trois dans la série.
- Dans la série télévisée dramatique canadienne-américaine Le cœur a ses raisons, le personnage du gendarme Jack Thornton de la Police montée du Nord-Ouest est généralement vu portant une tunique rouge.
- Dans le film sorti directement en vidéo de la série Barney & Friends, What a World We Share, également connu sous le nom de Around the World with Barney dans les versions britanniques, l'ami canadien de Barney, Monty, porte cet uniforme, que Robert appelle le Red Serge un « uniforme cool ».